# Cuartos de dólar de los Parques Nacionales
En inglés y completo: America's Beautiful National Parks Quarter Dollar coin program (en español: Programa del Cuarto de Dólar de los Parques nacionales más Preciosos de Estados Unidos). Este proyecto se pensó desde 2008 después de ser aprobado por el Secretario del Tesoro de los Estados Unidos de América. La primera moneda salió al público el 19 de abril de 2010 y la última fue puesta en circulación el 2 de enero de 2021.  El programa duró en total 10 años, saliendo al público cinco monedas conmemorativas cada año (excepto en 2021 que solo salió una).

## Detalles de las monedas
El anverso de estas monedas tiene el mismo de la colección anterior (Cuartos de dólar de los 50 estados), el rostro de Washington. Las monedas salieron a circular según el orden en que se nombró parque nacional al que venga en la moneda.
| #  | Estado                               | Sitio                                                                             | Diseño                                                                  | Descripción del diseño                                             | Fecha de Lanzamiento | Acuñado de Denver | Acuñado de Philadelphia | Acuñado de West Point | Total Acuñado |
| -- | ------------------------------------ | --------------------------------------------------------------------------------- | ----------------------------------------------------------------------- | ------------------------------------------------------------------ | -------------------- | ----------------- | ----------------------- | --------------------- | ------------- |
| 1  | Arkansas                             | Parque nacional Hot Springs                                                       |                                                                         | El edificio de administración del Parque con una fuente en frente  | 19/04/2010           | 34 000            | 35 600 000              | —                     | 69 600 000    |
| 2  | Wyoming                              | Parque nacional de Yellowstone                                                    |                                                                         | Un bison y Old Faithful                                            | 01/06/2010           | 34 800 000        | 33 600 000              | —                     | 68 400 000    |
| 3  | California                           | Parque nacional de Yosemite                                                       |                                                                         | El Capitan                                                         | 26/07/2010           | 34 800 000        | 35 200 000              | —                     | 70 000        |
| 4  | Arizona                              | Parque nacional del Gran Cañón                                                    |                                                                         | El cañón de Mármol                                                 | 20/09/2010           | 35 400 000        | 34 800 000              | —                     | 70 200 000    |
| 5  | Oregón                               | Bosque nacional Monte Hood                                                        |                                                                         | Lost Lake con monte Hood al fondo                                  | 15/11/2010           | 34 400 000        | 34 400 000              | —                     | 68 800 000    |
| 6  | Pensilvania                          | Parque militar nacional de Gettysburg                                             |                                                                         | El 72nd Pennsylvania Infantry Monument                             | 24/01/2011           | 30 800 000        | 30 400 000              | —                     | 61 200 000    |
| 7  | Montana                              | Parque nacional de los Glaciares                                                  |                                                                         | Una cabra blanca con el monte Reynolds al fondo                    | 04/04/2011           | 31 200 000        | 30 400 000              | —                     | 61 600 000    |
| 8  | Washington                           | Parque nacional Olympic                                                           |                                                                         | Un wapití de Roosevelt en el río Hoh con el monte Olympus al fondo | 13/06/2011           | 30 600 000        | 30 400 000              | —                     | 61 000        |
| 9  | Misisipi                             | Parque nacional militar de Vicksburg                                              |                                                                         | El USS Cairo en el río Yazoo                                       | 29/08/2011           | 33 400 000        | 30 800 000              | —                     | 64 200 000    |
| 10 | Oklahoma                             | Área recreativa nacional Chickasaw                                                |                                                                         | El Puente Lincoln                                                  | 14/11/2011           | 69 400 000        | 73 800 000              | —                     | 143 200 000   |
| 11 | Puerto Rico                          | Bosque nacional El Yunque                                                         |                                                                         | Una cotorra puertorriqueña y un coquí común                        | 23/01/2012           | 25 800 000        | 25 000                  | —                     | 50 800 000    |
| 12 | Nuevo México                         | Parque histórico nacional de la cultura Chaco                                     |                                                                         | Dos kivas que hacen parte de Chetro Ketl                           | 02/04/2012           | 22 000            | 22 000                  | —                     | 44 000        |
| 13 | Maine                                | Parque nacional Acadia                                                            |                                                                         | El faro de Bass Harbor                                             | 11/06/2012           | 21 606 000        | 24 800 000              | —                     | 46 406 000    |
| 14 | Hawái                                | Parque nacional de los Volcanes de Hawái                                          |                                                                         | Kīlauea                                                            | 27/08/2012           | 78 600 000        | 46 200 000              | —                     | 124 800 000   |
| 15 | Alaska                               | Parque nacional y reserva Denali                                                  |                                                                         | Una oveja de Dall con el monte Denali al fondo                     | 05/11/2012           | 166 600 000       | 135 400 000             | —                     | 302 000       |
| 16 | Nuevo Hampshire                      | Bosque nacional de la Montaña Blanca                                              |                                                                         |                                                                    | 28/01/2013           | 107 600 000       | 68 800 000              | —                     | 176 400 000   |
| 17 | Ohio                                 | Monumento Conmemorativo a la Victoria en Perry y a la Paz Internacional           |                                                                         |                                                                    | 01/04/2013           | 131 600 000       | 107 800 000             | —                     | 239 400 000   |
| 18 | Nevada                               | Parque nacional de la Gran Cuenca                                                 |                                                                         |                                                                    | 10/06/2013           | 141 400 000       | 122 400 000             | —                     | 263 800 000   |
| 19 | Maryland                             | Monumento Nacional del Fuerte McHenry y Santuario Histórico                       |                                                                         |                                                                    | 26/08/2013           | 151 400 000       | 120 000                 | —                     | 271 400 000   |
| 20 | Dakota del Sur                       | Monumento Nacional Monte Rushmore                                                 |                                                                         |                                                                    | 04/11/2013           | 272 400 000       | 231 800 000             | —                     | 504 200 000   |
| 21 | Tennessee                            | Parque nacional de las Grandes Montañas Humeantes                                 |                                                                         |                                                                    | 27/01/14             | 99 400 000        | 73 200 000              | —                     | 172 600 000   |
| 22 | Virginia                             | Parque nacional Shenandoah                                                        |                                                                         |                                                                    | 07/04/14             | 197 800 000       | 112 800 000             | —                     | 310 600 000   |
| 23 | Utah                                 | Parque nacional de los Arcos                                                      |                                                                         |                                                                    | 09/06/14             | 251 400 000       | 214 200 000             | —                     | 465 600 000   |
| 24 | Colorado                             | Parque nacional y reserva Grandes Dunas de Arena                                  |                                                                         |                                                                    | 25/08/14             | 171 800 000       | 159 600 000             | —                     | 331 400 000   |
| 25 | Florida                              | Parque nacional de los Everglades                                                 |                                                                         |                                                                    | 03/11/14             | 142 400 000       | 157 601 200             | —                     | 300 001 200   |
| 26 | Nebraska                             | Monumento nacional de Estados Unidos Homestead                                    |                                                                         |                                                                    | 09/02/2015           | 248 600 000       | 214 400 000             | —                     | 463 000       |
| 27 | Luisiana                             | Bosque nacional Kisatchie                                                         |                                                                         |                                                                    | 13/04/2015           | 379 600 000       | 397 200 000             | —                     | 776 800 000   |
| 28 | Carolina del Norte                   | Vía parque Blue Ridge                                                             |                                                                         |                                                                    | 22/06/2015           | 505 200 000       | 325 616 000             | —                     | 830 816 000   |
| 29 | Delaware                             | Refugio Nacional de Vida Silvestre Bombay Hook                                    |                                                                         |                                                                    | 14/09/2015           | 206 400 000       | 275 000                 | —                     | 481 400 000   |
| 30 | New York                             | Parque histórico nacional de Saratoga                                             |                                                                         |                                                                    | 16/11/2015           | 215 800 000       | 223 000                 | —                     | 438 800 000   |
| 31 | Illinois                             | Bosque nacional Shawnee                                                           |                                                                         |                                                                    | 08/02/2016           | 151 800 000       | 155 600 000             | —                     | 307 400 000   |
| 32 | Kentucky                             | Parque Histórico Nacional del desfiladero de Cumberland                           |                                                                         |                                                                    | 11/04/2016           | 223 200 000       | 215 400 000             | —                     | 438 600 000   |
| 33 | Virginia Occidental                  | Parque histórico nacional de Harpers Ferry                                        |                                                                         |                                                                    | 20/06/2016           | 424 000           | 434 630 000             | —                     | 858 630 000   |
| 34 | Dakota del Norte                     | Parque nacional Theodore Roosevelt                                                |                                                                         |                                                                    | 12/09/2016           | 223 200 000       | 231 600 000             | —                     | 454 800 000   |
| 35 | Carolina del Sur                     | Monumento nacional de Fort Moultrie (parte del Monumento nacional de Fort Sumter) |                                                                         |                                                                    | 11/14/2016           | 142 200 000       | 154 400 000             | —                     | 296 600 000   |
| 36 | Iowa                                 | Monumento nacional Efigie Mounds                                                  |                                                                         |                                                                    | 06/02/2017           | 210 800 000       | 271 200 000             | —                     | 482 000       |
| 37 | Distrito de Columbia                 | Sitio Histórico Nacional Frederick Douglass                                       |                                                                         |                                                                    | 03/04/2017           | 185 800 000       | 184 800 000             | —                     | 370 600 000   |
| 38 | Misuri                               | Ríos Escénicos Nacionales de Ozark                                                |                                                                         |                                                                    | 05/06/2017           | 200,000,000       | 203,000,000             | —                     | 403,000,000   |
| 39 | Nueva Jersey                         | Monumento nacional de la Estatua de la Libertad, Isla Ellis e Isla de la Libertad |                                                                         |                                                                    | 28/08/2017           | 254,000,000       | 234,000,000             | —                     | 488,000,000   |
| 40 | Indiana                              | Parque histórico nacional George Rogers Clark                                     |                                                                         |                                                                    | 13/11/2017           | 180,800,000       | 196,600,000             | —                     | 377,400,000   |
| 41 | Míchigan                             | Costa Nacional Pictured Rocks                                                     | Pictured Rocks National Lakeshore quarter                               |                                                                    | 02/05/2018           | 182,600,000       | 186,714,000             | —                     | 369,314,000   |
| 42 | Wisconsin                            | Apostle Islands National Lakeshore                                                | Apostle Islands National Lakeshore quarter                              |                                                                    | 04/09/2018           | 216,600,000       | 223,200,000             | —                     | 439,800,000   |
| 43 | Minnesota                            | Voyageurs National Park                                                           | Voyageurs National Park quarter                                         |                                                                    | 06/11/2018           | 197,800,000       | 237,400,000             | —                     | 435,200,000   |
| 44 | Georgia                              | Cumberland Island National Seashore                                               | Cumberland Island National Seashore quarter                             |                                                                    | 08/27/2018           | 151,600,000       | 138,000,000             | —                     | 289,600,000   |
| 45 | Rhode Island                         | Block Island National Wildlife Refuge                                             | Block Island National Wildlife Refuge quarter                           |                                                                    | 11/13/2018           | 159,600,000       | 159,600,000             | —                     | 319,200,000   |
| 46 | Massachusetts                        | Lowell National Historical Park                                                   | Lowell National Historical Park quarter                                 |                                                                    | 02/04/2019           | 182,200,000       | 165,800,000             | 2,000,000             | 350,000,000   |
| 47 | Islas Marianas del Norte             | Parque conmemorativo estadounidense                                               | American Memorial Park quarter                                          |                                                                    | 04/01/2019           | 182,600,000       | 142,800,000             | 2,000,000             | 327,400,000   |
| 48 | Guam                                 | Parque histórico nacional de la Guerra en el Pacífico                             | War in the Pacific National Historical Park quarter                     |                                                                    | 06/03/2019           | 114,400,000       | 116,600,000             | 2,000,000             | 233,000,000   |
| 49 | Texas                                | Parque histórico nacional de las misiones de San Antonio                          | San Antonio Missions National Historical Park quarter                   |                                                                    | 08/26/2019           | 129,400,000       | 142,800,000             | 2,000,000             | 274,200,000   |
| 50 | Idaho                                | Frank Church River of No Return Wilderness                                        | Frank Church–River of No Return Wilderness quarter                      |                                                                    | 11/04/2019           | 251,600,000       | 223,400,000             | 2,000,000             | 475,000,000   |
| 51 | Samoa Americana                      | National Park of American Samoa                                                   | National Park of American Samoa quarter                                 |                                                                    | 02/03/2020           | 212,200,000       | 286,000,000             | 2,000,000             | 498,000,000   |
| 52 | Connecticut                          | Weir Farm National Historic Site                                                  | Weir Farm National Historic Site quarter                                |                                                                    | 04/06/2020           | 155,000,000       | 125,600,000             | 2,000,000             | 280,600,000   |
| 53 | Islas Vírgenes de los Estados Unidos | Salt River Bay National Historical Park and Ecological Preserve                   | Salt River Bay National Historical Park and Ecological Preserve quarter |                                                                    | 06/01/2020           | 515,000,000       | 580,200,000             | 2,000,000             | 1,095,200,000 |
| 54 | Vermont                              | Marsh-Billings-Rockefeller National Historical Park                               | Marsh-Billings-Rockefeller National Historical Park quarter             |                                                                    | 08/31/2020           | 345,800,000       | 304,600,000             | 2,000,000             | 650,400,000   |
| 55 | Kansas                               | Tallgrass Prairie National Preserve                                               | Tallgrass Prairie National Preserve                                     |                                                                    | 11/16/2020           | 142,400,000       | 101,200,000             | 2,000,000             | 245,600,000   |
| 56 | Alabama                              | Tuskegee Airmen National Historic Site                                            | Tuskegee Airmen National Historic Site quarter                          |                                                                    | 02/01/2021           | 304,000,000       | 160,400,000             | —                     | 464,400,000   |